# Nazier
Nazier (Hebreeuws: נזיר, lett.: Nazireeër) is een traktaat (Masechet) van de Misjna en de Talmoed. Nazier is het vierde traktaat van de Orde Nasjiem (Seder Nasjiem), en bestaat uit negen hoofdstukken.
Het traktaat bevat regels inzake de nazireeërgelofte.
Nazier is onderdeel van zowel de Babylonische als de Jeruzalemse Talmoed. Het traktaat bevat 66 folia in de Babylonische Talmoed en 47 in de Jeruzalemse Talmoed.